# Cássio Leite de Barros
Cássio Leite de Barros (Corumbá, 1 de março de 1927 — Cuiabá, 21 de março de 2004) foi um jornalista, advogado, pecuarista e político brasileiro, ex-vice-governador e governador do estado de Mato Grosso.
Assumiu o governo de Mato Grosso em 14 de agosto de 1978, como vice-governador de José Garcia Neto, quando este renunciou ao cargo para candidatar-se ao Senado.
Dr. Cássio permaneceu no governo até 14 de março de 1979, ocupando o cargo por sete meses, exatamente quando Mato Grosso foi dividido com a criação de Mato Grosso do Sul, em 1 de janeiro de 1979.
Nunca deixando a raiz pantaneira, continuava junto à política seu lado pecuarista. Iniciou na década de 1950 junto com sua esposa Darcy Miranda de Barros (falecida em 27 de novembro de 2012) a sua história com o Pantanal mato-grossense.
Sobre ele escreveu Pedro Valle, parafraseando o deputado Milton Figueiredo quando da sua despedida do governo:

"Cássio foi um homem que teve capacidade de luta. Um pantaneiro íntegro. Usava a túnica inconsútil. Jamais se entregou.
Jamais se omitiu. A sua voz, alevantada em alto e bom som, sem medo, entrou para a história mato-grossense pela porta da frente. Defendeu Mato Grosso tendo como arma em sua trincheira, em seu bivaque, o matogrossismo, o argumento, a lógica, o bom-senso. Foi um Governador de circunstância, que fez dela razões para se mostrar um Estadista. Um Estadista de corpo inteiro"— Pedro Valle
Dr. Cássio Leite de Barros faleceu aos 77 anos, por falência de múltiplos órgãos, sendo sepultado em 22 de março de 2004, em Corumbá. Deixou cinco filhos, 15 netos e um bisneto.